# Giljotinklausul
En giljotinklausul är en typ av klausul som innebär att en hel uppsättning av avtal upphör att gälla om enbart något av de berörda avtalen sägs upp av en avtalspart. Klausultypen är uppkallad efter avrättningsverktyget giljotin. Giljotinklausuler tillämpas särskilt av Europeiska unionen i vissa internationella avtal för att säkerställa unionsrättens sammanhållning och undvika att vissa tredjeländer – till exempel Schweiz – ”plockar russinen ur kakan” genom att bara tillämpa de delar av unionsrätten som är fördelaktiga för dem själva.

## Exempel: Giljotinklausuler i bilaterala avtal mellan Europeiska unionen och Schweiz
Schweiz förhållande till Europeiska unionen regleras av över hundra olika bilaterala avtal. Vissa av dessa avtal är tätt förknippade med varandra, till exempel genom att de tillsammans reglerar tillgången till den inre marknaden, och omfattas därför av giljotinklausuler.
Genom sju bilaterala avtal som slöts den 21 juni 1999 och trädde i kraft den 1 juni 2002 har Schweiz viss tillgång till den inre marknaden. Avtalen innehåller en gemensam giljotinklausul som innebär att om något av avtalen sägs upp kommer samtliga sju avtal att upphöra att gälla vid samma tidpunkt. Till exempel föreskriver artikel 25 i avtalet mellan Europeiska gemenskapen och Schweiz om fri rörlighet för personer följande:
| ”                                                                                              | 1. Detta avtal skall ratificeras eller godkännas av de avtalsslutande parterna enligt deras egna förfaranden. Det träder i kraft den första dagen i den andra månaden efter dagen för den sista anmälan om deponering av ratificerings- eller godkännandeinstrumenten för följande sju avtal: Avtal om fri rörlighet för personer Avtal om luftfart Avtal om gods- och persontransporter på väg och järnväg Avtal om handel med jordbruksprodukter Avtal om ömsesidigt erkännande i samband med bedömning av överensstämmelse Avtal om vissa aspekter rörande offentlig upphandling Avtal om vetenskapligt och tekniskt samarbete (...) 3. Europeiska gemenskapen eller Schweiz får säga upp avtalet genom att anmäla sitt beslut till den andra avtalsslutande parten. Om en sådan anmälan görs skall punkt 4 tillämpas 4. De sju avtal som nämns i punkt 1 skall upphöra att gälla sex månader efter mottagandet av (...) en sådan anmälan om uppsägning som avses i punkt 3. | „ |
| – Artikel 25 i avtalet mellan Europeiska gemenskapen och Schweiz om fri rörlighet för personer | |   |

En liknande giljotinklausul finns i två bilaterala avtal om Schweiz deltagande i Schengenregelverket och Dublinförordningen, som slöts den 26 oktober 2004 och trädde i kraft den 1 mars 2008. Enligt klausulen upphör båda avtalen om ett av dem sägs upp.